# Spécialiste en valeurs du Trésor
 (mars 2016).
Si vous disposez d'ouvrages ou d'articles de référence ou si vous connaissez des sites web de qualité traitant du thème abordé ici, merci de compléter l'article en donnant les références utiles à sa vérifiabilité et en les liant à la section « Notes et références ».
Un spécialiste en valeurs du Trésor (primary dealer en anglais) est une institution financière, banque ou maison de courtage, habilitée à commercer directement avec l'agence France Trésor, chargée de la gestion de la dette dans le cas de la France ou avec la Réserve fédérale des États-Unis (« Fed »), dans le cas des États-Unis.

## En France
En France, les spécialistes en valeurs du Trésor ont un rôle d'animation du marché de la dette publique mais aussi de conseil et d'assistance à l'Agence France Trésor, chargée de gérer celle-ci.
Quinze grandes banques internationales sont accréditées : cinq banques américaines (Citigroup, Bank of America - Merrill Lynch, Morgan Stanley, JPMorgan Chase, Goldman Sachs), quatre françaises (BNP Paribas, Natixis, Société générale, Crédit agricole), trois anglaises (Barclays Bank, HSBC, Royal Bank of Scotland - NatWest Markets), deux allemandes (Deutsche Bank, Commerzbank), et une japonaise (Nomura).
Les banques françaises étaient majoritaires à la fin des années 1990, mais le réseau des SVT s'est internationalisé en suivant la hausse de la part de dette d'État détenue par des non-résidents.

### Rôle sur le marché primaire
Les SVT ont l'obligation d'acquérir des titres de dette émis par l'État français (OAT, BTF, BTAN), la plupart du temps sous forme d'adjudication à la hollandaise et parfois sous forme de syndication.
Les volumes d'achats de chacune de ces institutions ne sont pas rendus publics par l'Agence France Trésor.
Ils fournissent également un avis à l'Agence au sujet des émissions envisagées.

### Rôle sur le marché secondaire
Les SVT assurent la liquidité du marché des valeurs du Trésor, c’est-à-dire qu'ils doivent être prêts en permanence à acheter et à vendre ces titres, à l’intérieur d'une fourchette de prix. 
Le plus souvent les obligations sont revendues à des compagnies d'assurance qui les intègrent dans des produits d'assurance-vie, mais elles peuvent aussi être achetées par d'autres types d'institutions financières (fonds de pension, banque centrale…)
Ils peuvent également garder ces titres à leur actif, augmentant ainsi leur ratio de liquidité règlementaire.

### Contreparties
En contrepartie, les SVT sont les seules banques autorisées à acheter les titres nouvellement émis. 
De plus, ils ont accès à une procédure spécifique : à l'issue de chaque adjudication, ils peuvent présenter des « offres non compétitives », qui consistent à soumettre une quantité sans préciser le prix. Celui-ci sera fixé au prix moyen pondéré qui résulte de l'adjudication.
Enfin, les SVT peuvent bénéficier d'une facilité de pension livrée.

## Aux États-Unis
Ces sociétés ont pour obligation de formuler des demandes ou des offres lorsque la Fed met en œuvre des opérations de marché, de fournir certains renseignements à celle-ci sur les marchés financiers, et de participer activement aux enchères de bons du Trésor (Treasury Bills, Treasury Notes et Treasury Bonds). Elles sont consultées par le Trésor et la Fed sur l'état et l'évolution de la demande pour ces titres de dette, afin de satisfaire au mieux la demande de financement de l'État fédéral américain.
Ces spécialistes en valeurs du Trésor achètent les titres lors des enchères et les revendent à d'autres institutions financières ou au grand public. Par exemple, BNP Paribas revend la dette des États-Unis en France, Daiwa Securities et Mizuho Securities au Japon, etc. Néanmoins, dans les grands centres financiers internationaux, où la très grande majorité de ces titres sont achetés, les spécialistes en valeur du Trésor sont en concurrence.
La prédominance de ces institutions financières ne se limite pas à ce marché : ces institutions financières, parmi les plus puissantes au monde, sont également très présentes sur d'autres marchés comme celui des changes, d'autres titres de dette, ou les marchés boursiers.
Les spécialistes en valeurs du Trésor ont bénéficié à partir de mars 2008 d'une facilité de prêt spéciale de la Fed, la Primary Dealers Credit Facility (PDCF), qui leur a permis d'emprunter à la fenêtre d'escompte de la banque centrale en échange de diverses formes de collatéral, dont des titres adossés à des emprunts hypothécaires (mortgage-backed securities).
Au 31 octobre 2011, l'un des 22 primary dealers, MF Global, en dépôt de bilan, s'est mis sous la protection du chapitre 11 de la loi sur les faillites des États-Unis.